# Steinkiste von Ramløse Bakke
Die Steinkiste von Ramløse Bakke liegt nahe dem Arresø, in der Gribskov Kommune, südöstlich des Ortes Ramløse, bei Helsinge im Norden der dänischen Insel Seeland. Die Steinkiste (dänisch Hellekiste) entstand zwischen 3500 und 2800 v. Chr. als Großsteingrab der Trichterbecherkultur (TBK).

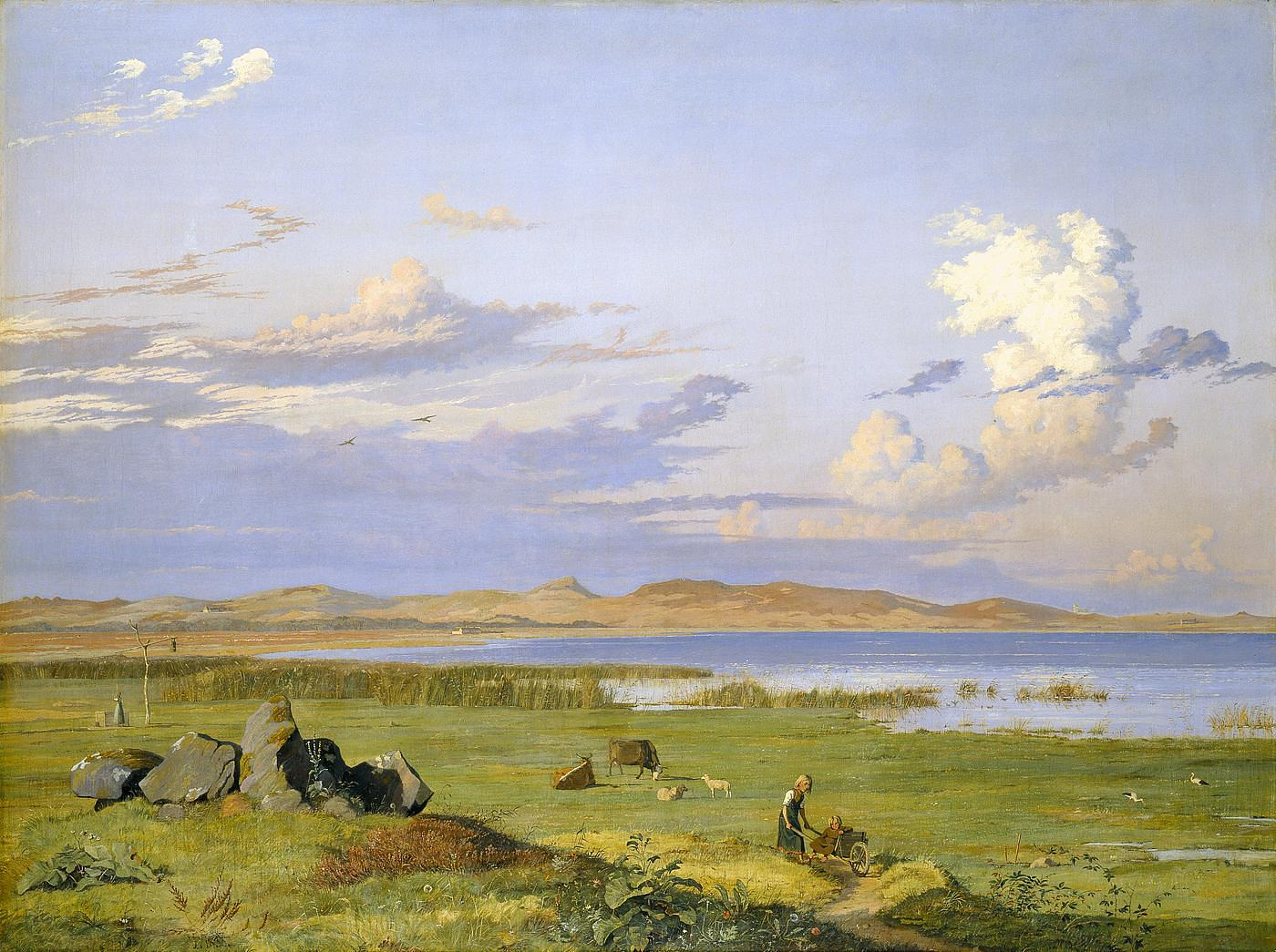
Bild von Johan Thomas Lundbye

Die West-Ost-orientierte Kiste ist über 3,2 m lang, 1,2 m breit und 0,4 m tief und misst inklusive des dreigeteilten Decksteins 0,7 m. Sie besteht aus kleinen Steinen auf den Langseiten und je einem Endstein. Die Steinkiste liegt auf einem großen Hügel in einem Garten und ist durch einen Fuchsbau gefährdet.
Östlich des Ortes liegt der Grabhügel Hyrdehøj (Ramløse).